# Казанка (Коченёвский район)
Казанка — село в Коченёвском районе Новосибирской области России. Входит в состав Федосихинского сельсовета. 

## География
Площадь села — 83 гектара.

## Население
| 2002 | 2007 | 2010 |
| ---- | ---- | ---- |
| 128  | ↘67  | ↘45  |

## Инфраструктура
В селе по данным на 2007 год функционирует 1 учреждение здравоохранения.